# 希勒山
希勒山（英語：Mount Shearer），是南極洲的山峰，位於維多利亞地的彭內爾海岸，屬於鮑爾斯山脈的一部分，海拔高度2,100米，在1983年由新西蘭南極名稱諮詢委員會命名，現時由南極條約體系管理。

## 外部連結
- 本条目引用的公有领域材料来自美国地质调查局的文档 《希勒山》 （資料來自地名信息系统）。

71°19′S 163°0′E / 71.317°S 163.000°E